# Gustav Neckel
Gustav Karl Paul Christoph Neckel (* 17. Januar 1878 in Wismar; † 24. November 1940 in Dresden) war ein deutscher germanistischer und skandinavistischer Mediävist.

## Leben
Neckels Vater Gustav Neckel (1844–1923) war Fabrikbesitzer und Kaufmann. Seine Mutter Amanda geborene Paetow lebte von 1854 bis 1914.
1896 machte Gustav Paul Neckel in Wismar das Abitur. Es folgte das Studium der Deutschen Philologie in München (1896–1897 bei H. Paul), in Leipzig (1897–1898 bei E. Sievers) und in Berlin (1898–1902 bei Andreas Heusler). 1900 promovierte er bei Heusler. Er arbeitete zunächst als Lehrer. 1909 wurde Neckel habilitiert und wurde Privatdozent. Von 1911 war er in Nachfolge von Bernhard Kahle außerordentlicher Professor für Nordische Philologie an der Universität Heidelberg. 1919–1920 außerordentlicher Professor in Berlin. Vom Sommersemester 1920–1935 war er in Nachfolge von Heusler ordentlicher Professor für Germanistik in Berlin, insbesondere für Nordische Sprachen. Dieser Lehrstuhl wurde 1935 an die Universität Göttingen verlegt – offenbar aufgrund eines Konflikts mit Bernhard Kummer – und Neckel zum Direktor der neuen Abteilung für Nordische Philologie im Seminar für deutsche Philologie ernannt. 1933 rief er mit anderen Vertretern aus dem völkischen Lager zur Gründung der Deutschen Glaubensbewegung auf.
Zu seinen Forschungsschwerpunkten gehörten Germanische Altertumskunde und Nordische Philologie. Wilhelm Wissmann gilt als sein Schüler.

## Schriften (Auswahl)
- H. C. Andersen und Deutschland. In: Zeitschrift für Deutschkunde, 41. Jg., Heft 2, Leipzig: B. G. Teubner 1927, S. 126–133.
- Die altsächsische Bibeldichtung. In: Ernst Bargheer, Herbert Freudenthal (Hg.): Volkskunde-Arbeit. Zielsetzung und Gehalte, Berlin: de Gruyter 1934, S. 60–63.

## Nachweise
1. ↑  Fritz Paul: Zur Geschichte der Skandinavistik an der Georg-August-Universität Göttingen, abgerufen am 27. Januar 2018
2. ↑  Stefan Breuer: Die Völkischen in Deutschland. Darmstadt 2008, S. 259

| Personendaten    | Personendaten                           |
| ---------------- | --------------------------------------- |
| NAME             | Neckel, Gustav                          |
| ALTERNATIVNAMEN  | Neckel, Gustav Karl Paul Christoph      |
| KURZBESCHREIBUNG | deutscher Altgermanist und Skandinavist |
| GEBURTSDATUM     | 17. Januar 1878                         |
| GEBURTSORT       | Wismar                                  |
| STERBEDATUM      | 24. November 1940                       |
| STERBEORT        | Dresden                                 |